# Parafia św. Alberta Chmielowskiego w Łodzi
Parafia św. Alberta Chmielowskiego w Łodzi – rzymskokatolicka parafia położona na łódzkim osiedlu Widzew Wschód, wchodząca w skład dekanatu Łódź-Widzew Archidiecezji Łódzkiej.

## Historia parafii
Parafia została erygowana 12 października 1987  r. przez biskupa Władysława Ziółka, ordynariusza diecezji łódzkiej.
Parafia powstała poprzez wydzielenie części obszaru parafii św. Anny oraz parafii Matki Bożej Jasnogórskiej w Łodzi.

## Proboszczowie
- ks. prałat Zygmunt Łukomski (1987-2019)
- ks. dr Przemysław Góra (od 7 lipca 2019)